# Gata Kamsky
Gata Kamsky, cujo nome real é Gataulla Rustemovich Sabirov (Língua Tártara: Ğata Kamskiy, Ğataulla Rөstəm uğlı Sabirov; Гата Камский, Гатаулла Рөстәм улы Сабиров; Russo: Гатаулла Рустемович Сабиров , Гата Камский) (Novokuznetsk, 2 de Junho de 1974), é um grande mestre (GM) de xadrez norte-americano nascido na URSS. 
Chegou a ser o terceiro jogador mais pontuado no mundo, mas praticamente não jogou nenhuma partida valendo pontos para a FIDE entre 1997 e o fim de 2004. Ele recebeu pontuação de 2723 na lista de Julho de 2008 da FIDE, o que o coloca como décimo-sétimo jogador de xadrez no mundo, e o melhor jogador dos EUA.

## Início da Carreira
Gata Kamsky nasceu em Novokuznetsk, na Rússia, de uma família Tártara. Ele ganhou o campeonato sub-20 soviético duas vezes antes de 1989 e, com a idade de 12 anos, derrotou o GM veterano Mark Taimanov em um jogo de torneio. Provavelmente foi a pessoa mais jovem a derrotar um grande mestre. Ele também obteve seu título de Mestre Nacional naquele ano. Em 1989 mudou-se para os Estados Unidos com seu pai Röstäm (pronuncia-se também Rustam). O último nome de Gata, Kamsky, é derivado do nome artístico de seus avós, que eram membros do grupo de teatro itinerante Tártaro.
Em 1990, com a idade de 16 e ainda sem título, ele particiou do torneio Interzonal de 64 jogadores, o primeiro passo em direção ao Campeonato Mundial de Xadrez. Ele completou o mesmo com 5.5/13.
Em 1990, a FIDE deu a Gata Kamsky o título de Grande Mestre. Em 1991, ele ganhou o campeonato de xadrez dos EUA. Kamsky também se saiu bem em outros torneios de xadrez de prestígio, ganhando o torneio de Las Palmas, em 1994.
Fernando Arrabal, Camilo José Cela, Milan Kundera e oito outros intelectuais em 1994 exigiram, "para poderem aproveitar o talento de Gata Kamsky, o abuso contra ele deve terminar." Além disso, o dramaturgo Fernando Arrabal conseguiu recolher US$120.000 para ajudar o jovem imigrante, que mal conseguia viver no Brooklyn. Gata declarou "Nós temos um sentimento especial pelo Arrabal. Não só ele nos deu uma mão quando estávamos vivendo uma situação difícil, como ele também é um homem excepcional, um presente de Deus."